# Irm Hermann
Irm Hermann, nata Irmgard Hermann (Monaco di Baviera, 4 ottobre 1942 – Berlino, 26 maggio 2020), è stata un'attrice tedesca.

## Biografia
Subito dopo la conclusione del percorso scolastico inizia a lavorare come segretaria presso l'ADAC, e così incontra nel 1966 Rainer Werner Fassbinder che, colpito dall'espressività del suo volto, la convince a lasciare il lavoro per debuttare nel cinema con lui. È del 1966, infatti, il primo ruolo della Hermann nel cortometraggio di Fassbinder Der Stadtstreicher.
Da allora gira diciannove pellicole con Fassbinder. L'interpretazione più famosa è quella di Marlene, personaggio muto ed enigmatico, ne Le lacrime amare di Petra von Kant, ma vanno ricordate anche Il fabbricante di gattini del 1969, Il mercante delle quattro stagioni (1971), La paura mangia l'anima (1973), Il viaggio in cielo di mamma Kusters (1975) e Il diritto del più forte (1975).
Al di là del loro rapporto professionale, Irm Hermann diviene ben presto una delle dei più strette confidenti di Fassbinder. Dalla morte di quest'ultimo nel 1982, lavora in numerosi film in lingua tedesca e produzioni televisive. Nel 2004 recita in Un fratello a 4 zampe e nel 2011 è protagonista in teatro di Die Blutgräfin Horror. È morta a Berlino il 26 maggio 2020 all'età di 77 anni, dopo una breve e grave malattia.

## Filmografia

### Cinema
- Le lacrime amare di Petra von Kant (Die bitteren tränen der Petra von Kant), regia di Rainer Werner Fassbinder (1972)
- La tenerezza del lupo (Die Zärtlichkeit der Wölfe), regia di Ulli Lommel (1973)
- La paura mangia l'anima (Angst essen Seele auf), regia di Rainer Werner Fassbinder (1974)
- Il viaggio in cielo di mamma Kusters (Mutter Küsters fahrt zum Himmel), regia di Rainer Werner Fassbinder (1974)
- Il diritto del più forte (Faustrecht der Freiheit), regia di Rainer Werner Fassbinder (1975)
- Il diario di Edith (Ediths Tagebuch), regia di Hans W. Geißendörfer (1983)
- Un fratello a 4 zampe (Mein Bruder ist ein Hund), regia di Peter Timm (2004)
- Una donna a Berlino (Anonyma - Eine Frau in Berlin), regia di Max Färberböck (2008)
- Maga Martina e il libro magico del draghetto (Hexe Lilli - Der Drache und das magische Buch), regia di Stefan Ruzowitzky (2009)

### Televisione
- Tatort - serie TV, 4 episodi (1986-2016)
- Paura della paura (Angst vor der Angst), regia di Rainer Werner Fassbinder - film TV (1975)
- Buongiorno professore - serie TV, 1 episodio (1992)
- Polizeiruf 110 - serie TV, 2 episodi (1997-1998)
- I ragazzi del windsurf - 1 episodio (1997)
- Il nostro amico Charly - serie TV, 1 episodio (2001)
- Die Stein - serie TV, 26 episodi (2008-2011)
- Doctor's Diary - Gli uomini sono la migliore medicina - serie TV, 3 episodi (2011)
- Squadra Speciale Stoccarda - serie TV, 1 episodio (2012)

## Doppiatrici italiane
- Ada Maria Serra Zanetti in Un fratello a 4 zampe
- Paila Pavese in Maga Martina e il libro magico del draghetto